# Coppa J.League 2015
La J.League Cup 2015 (2015年のJリーグカップ?), denominata Coppa Yamazaki Nabisco per ragioni di sponsorizzazione, è stata la ventitreesima edizione della Coppa di Lega nipponica di calcio.

## Formula
Il regolamento prevede una prima fase a gironi a cui prendono parte tutte le squadre della J.League Division 1, ad eccezione dei quattro club qualificatisi in AFC Champions League, che prendono parte alla competizione a partire dai quarti di finale.
La vincitrice si qualifica alla Coppa Suruga Bank 2016.

## Risultati

### Fase a gruppi

#### Gruppo A
| Arbitro: | Enomoto |

|                          |           |             |
| Ishikawa 65’ Hayashi 78’ | Marcatori | 2’ Yamamoto |

| Arbitro: | Fukushima |

|            |           |  |
| Tsuboi 71’ | Marcatori |  |

| Arbitro: | Yamamoto |

|                        |           |              |
| Mizunuma 72’ Kim 90+4’ | Marcatori | 86’ Shiozawa |

| Niigata 28 marzo 2015, ore 14:00 UTC+9 | Albirex Niigata | 0 – 0 | Sanfrecce Hiroshima | Niigata Stadium (12.049 spett.)\| Arbitro: \| Takayama \| |
| Arbitro:                               | Takayama        |       |                     |                                                           |

| Matsumoto 28 marzo 2015, ore 17:03 UTC+9                       | Matsumoto Yamaga | 1 – 1       | FC Tokyo | Matsumotodaira Football Stadium (13.870 spett.) |
| \| \| \| \| \| Maeda 33’ (aut.) \| Marcatori \| 56’ Higashi \| |                  |             |          |                                                 |
|                                                                |                  |             |          |                                                 |
| Maeda 33’ (aut.)                                               | Marcatori        | 56’ Higashi |          |                                                 |

| Tosu 28 marzo 2015, ore 17:03 UTC+9 | Sagan Tosu | 0 – 0 | Shonan Bellmare | Tosu Stadium (7.694 spett.)\| Arbitro: \| Murakami \| |
| Arbitro:                            | Murakami   |       |                 |                                                       |

| Arbitro: | Nishimura |

|         |           |                         |
| Abe 13’ | Marcatori | 60’ 84’ Sakai 72’ Maeda |

| Arbitro: | Iida |

|              |           |  |
| Yamazaki 45’ | Marcatori |  |

| Arbitro: | Yoshida |

|                 |           |                          |
| Asano 25’ 90+3’ | Marcatori | 14’ Correa 45’ Kobayashi |

| Arbitro: | Matsuo |

|              |           |  |
| Mita 18’ 57’ | Marcatori |  |

| Arbitro: | Yamamoto |

|                        |           |                            |
| Morita 1’ Horigome 16’ | Marcatori | 35’ Yamamoto 82’ Kawaguchi |

| Arbitro: | Ogiya |

|                      |           |                                      |
| Goto 4’ Ishihara 50’ | Marcatori | 26’ Sasaki 34’ 41’ Notsuda 67’ Asano |

| Arbitro: | Toma |

|                |           |               |
| Muto 41’ 90+4’ | Marcatori | 85’ Matsumoto |

| Arbitro: | Tōjō |

|                      |           |             |
| Takeda 7’ Yamada 77’ | Marcatori | 56’ Ikemoto |

| Arbitro: | Sato |

|             |           |  |
| Yoshida 77’ | Marcatori |  |

| Kōfu 27 maggio 2015, ore 19:03 UTC+9 | Ventforet Kofu | 0 – 0 | Sagan Tosu | Yamanashi Chuo Bank Stadium (4.479 spett.)\| Arbitro: \| Oka \| |
| Arbitro:                             | Oka            |       |            |                                                                 |

| Arbitro: | Fukushima |

|                          |           |  |
| Ibusuki 86’ Yamazaki 87’ | Marcatori |  |

| Arbitro: | Kimura |

|             |           |               |
| Shimizu 79’ | Marcatori | 90+1’ Hayashi |

| Hiratsuka 3 giugno 2015, ore 19:04 UTC+9 | Shonan Bellmare | 0 – 0 | FC Tokyo | Shonan BMW Stadium Hiratsuka (6.582 spett.)\| Arbitro: \| Murakami \| |
| Arbitro:                                 | Murakami        |       |          |                                                                       |

| Arbitro: | Yamamoto |

|  |           |                                        |
|  | Marcatori | 70’ Yamazaki 79’ Hiramatsu 82’ Ibusuki |

| Arbitro: | Mikami |

|                       |           |  |
| Asano 37’ Shimizu 84’ | Marcatori |  |

##### Classifica
| Pos. | Squadra             | Pt | G | V | N | P | GF | GS | DR |
| ---- | ------------------- | -- | - | - | - | - | -- | -- | -- |
| 1.   | FC Tokyo            | 12 | 6 | 3 | 3 | 0 | 8  | 4  | +4 |
| 2.   | Albirex Niigata     | 11 | 6 | 3 | 2 | 1 | 9  | 4  | +5 |
| 3.   | Sanfrecce Hiroshima | 9  | 6 | 2 | 3 | 1 | 9  | 6  | +2 |
| 4.   | Shonan Bellmare     | 9  | 6 | 2 | 3 | 1 | 5  | 6  | -1 |
| 5.   | Sagan Tosu          | 8  | 6 | 2 | 2 | 2 | 3  | 4  | -1 |
| 6.   | Matsumoto Yamaga    | 4  | 6 | 1 | 1 | 4 | 8  | 13 | -5 |
| 7.   | Ventforet Kofu      | 2  | 6 | 0 | 2 | 4 | 4  | 10 | -6 |

#### Gruppo B
| Arbitro: | Nishimura |

|                                          |           |               |
| Ito 38’ Nakashima 64’ Edamura 72’ (aut.) | Marcatori | 52’ Shirasaki |

| Arbitro: | Ogiya |

|           |           |                            |
| Ōkubo 12’ | Marcatori | 42’ Nagai 49’ 88’ Kawamata |

| Arbitro: | Kimura |

|            |           |  |
| Wilson 26’ | Marcatori |  |

| Arbitro: | Hirose |

|                              |           |  |
| Hiraoka 59’ (aut.) Fabio 69’ | Marcatori |  |

| Arbitro: | Toma |

|                                |           |                       |
| Matsuda 11’ Yada 13’ Ogawa 26’ | Marcatori | 49’ Wilson 55’ Kamata |

| Arbitro: | Ikeuchi |

|                                    |           |              |
| Ishizu 29’ Watanabe 79’ 90’ (rig.) | Marcatori | 58’ Matsuoka |

| Arbitro: | Yamamoto |

|                           |           |                                    |
| Toma 40’ 56’ Bandai 90+2’ | Marcatori | 8’ Takeuchi 49’ Yada 63’ Novakovič |

| Arbitro: | Oka |

|  |           |                        |
|  | Marcatori | 61’ Moriya 76’ Elsinho |

| Sendai 8 aprile 2015, ore 19:34 UTC+9 | Vegalta Sendai | 0 – 0 | Vissel Kōbe | Yurtec Stadium Sendai (6.206 spett.)\| Arbitro: \| Matsuo \| |
| Arbitro:                              | Matsuo         |       |             |                                                              |

| Arbitro: | Yoshida |

|                     |           |              |
| Omae 19’ Sawada 77’ | Marcatori | 36’ Kanazono |

| Arbitro: | Yamamoto |

|                    |           |  |
| Okabe 45+2’ (rig.) | Marcatori |  |

| Matsumoto 22 aprile 2015, ore 19:04 UTC+9 | Vissel Kōbe | 0 – 0 | Kawasaki Frontale | Home's Stadium Kobe (5.079 spett.)\| Arbitro: \| Sato \| |
| Arbitro:                                  | Sato        |       |                   |                                                          |

| Arbitro: | Mikami |

|             |           |              |
| Elsinho 64’ | Marcatori | 54’ Yamazaki |

| Arbitro: | Kimura |

|              |           |                             |
| Kitagawa 20’ | Marcatori | 66’ Koyamatsu 86’ Novakovič |

| Arbitro: | Enomoto |

|                      |           |                                     |
| Tomisawa 69’ Ito 78’ | Marcatori | 21’ 62’ (rig.) Watanabe 82’ Morioka |

| Arbitro: | Imamura |

|             |           |                       |
| Elsinho 49’ | Marcatori | 69’ Takagi 77’ Kagami |

| Arbitro: | Yoshida |

|           |           |                      |
| Ryang 62’ | Marcatori | 24’ Alceu 39’ Bandai |

| Arbitro: | Kimura |

|           |           |                          |
| Fábio 70’ | Marcatori | 38’ Elsinho 84’ Sugimoto |

| Arbitro: | Tōjō |

|  |           |                           |
|  | Marcatori | 15’ Rafinha 45+2’ Kumagai |

| Arbitro: | Ogiya |

|           |           |               |
| Ōkubo 45’ | Marcatori | 37’ Hachisuka |

| Arbitro: | Oka |

|  |           |                                            |
|  | Marcatori | 49’ Jung 61’ 74’ Pedro Júnior 66’ Watanabe |

##### Classifica
| Pos. | Squadra            | Pt | G | V | N | P | GF | GS | DR |
| ---- | ------------------ | -- | - | - | - | - | -- | -- | -- |
| 1.   | Nagoya Grampus     | 13 | 6 | 4 | 1 | 1 | 12 | 11 | +1 |
| 2.   | Vissel Kōbe        | 11 | 6 | 3 | 2 | 1 | 11 | 5  | +6 |
| 3.   | Kawasaki Frontale  | 9  | 6 | 2 | 3 | 1 | 7  | 6  | +1 |
| 4.   | Montedio Yamagata  | 8  | 6 | 2 | 2 | 2 | 10 | 11 | -1 |
| 5.   | Yokohama F·Marinos | 6  | 6 | 2 | 0 | 4 | 7  | 7  | 0  |
| 6.   | Shimizu S-Pulse    | 6  | 6 | 2 | 0 | 4 | 6  | 12 | -6 |
| 7.   | Vegalta Sendai     | 5  | 6 | 1 | 2 | 3 | 6  | 8  | -2 |

### Fase a eliminazione diretta

#### Quarti di finale

##### Andata
| Arbitro: | Iemoto |

|                         |           |                      |
| Kawano 15’ Nakajima 88’ | Marcatori | 43’ Akasaki 61’ Endo |

| Arbitro: | Fukushima |

|  |           |                         |
|  | Marcatori | 65’ Ishizu 85’ Watanabe |

| Arbitro: | Kimura |

|             |           |          |
| Futagawa 6’ | Marcatori | 76’ Noda |

| Arbitro: | Yoshida |

|                                                                |           |  |
| Yamazaki 45+3’ Fitzgerald 50’ Ibusuki 56’ 75’ Rafael Silva 82’ | Marcatori |  |

##### Ritorno
| Arbitro: | Tojo |

|                            |           |  |
| Kanazaki 7’ 60’ Endo 90+5’ | Marcatori |  |

| Arbitro: | Ogiya |

|                         |           |                          |
| Leandro 34’ Morioka 58’ | Marcatori | 24’ 51’ Éderson 31’ Kudo |

| Arbitro: | Iida |

|                                                                             |                       |                                                                          |
| Noda 7’ Tanaka 105’                                                         | Marcatori             | 41’ Abe 94’ Iwashita                                                     |
| Tanaka Noda Taguchi Takeuchi Ogawa Yano Mochizuki Isomura Muta Honda Takagi | Tiri di rigore 9 – 10 | Endō Kurata Konno Patric Lins Iwashita Ideguchi Kim Oh Fujiharu Fujigaya |

| Arbitro: | Matsuo |

|                     |           |  |
| Abe 55’ 70’ Lee 58’ | Marcatori |  |

#### Semifinali

##### Andata
| Arbitro: | Murakami |

|             |           |                          |
| Iwanami 70’ | Marcatori | 21’ Yamamura 39’ Akasaki |

| Arbitro: | Matsuo |

|                               |           |           |
| Yamamoto 39’ Rafael Silva 90’ | Marcatori | 33’ Omori |

##### Ritorno
| Arbitro: | Ogiya |

|                                        |           |              |
| Nakamura 16’ Kanazaki 53’ 74’ Caio 82’ | Marcatori | 21’ Watanabe |

| Arbitro: | Kimura |

|                         |           |  |
| Endō 57’ Fujiharu 90+4’ | Marcatori |  |

#### Finale
| Arbitro: | Iemoto |

|                                 |           |  |
| Hwang 60’ Kanazaki 84’ Caio 86’ | Marcatori |  |